# 豊田市立高嶺小学校
豊田市立高嶺小学校（とよたしりつ たかねしょうがっこう）は、愛知県豊田市広美町にある公立小学校。

## 概要
- 和会町、上郷町、大成町、広美町、福受町、桝塚西町が校区であり、公立中学校の進学先は豊田市立上郷中学校である[1]。
- 旧・碧海郡上郷町の小学校であった。

## 沿革
高嶺小学校の創立年は1907年（明治40年）である。ここではそれ以前についても記述する。
- 1873年（明治6年） -
  - 粟寺学校が開校する。粟寺村などの児童が通学する。
  - 上村学校が開校する。誓願寺[注釈 1]を仮校舎とする。上村、下村、槌木新郷、会下新郷などの児童が通学する。
  - 五新学校が開校する。弘願寺[注釈 2]を仮校舎とする。和会村の児童が通学する。
- 1875年（明治8年） - 粟寺学校が桝塚学校に、上村学校が上野学校に、五新学校が和会学校に改称する。
- 1876年（明治9年） - 上村、下村、槌木新郷、会下新郷が合併し、上野村となる。
- 1878年（明治11年） - 馬場村と粟寺村が合併し、枡塚村となる。
- 1892年（明治25年） - 桝塚学校が桝塚尋常小学校、上野学校が上野尋常小学校、和会学校が和会尋常小学校に改称する。
- 1906年（明治39年）5月1日 - 畝部村、寿恵野村、枡塚村、上野村、和会村が合併して上郷村が発足する。
- 1907年（明治40年）1月1日 - 桝塚尋常小学校、上野尋常小学校、和会尋常小学校を統合し、上郷第一尋常小学校となる。
- 1910年（明治43年） - 校舎を増築する。
- 1915年（大正4年） - 校舎を増築する。
- 1920年（大正9年） - 校舎を増築する。高等科を設置し、上郷第一尋常高等小学校に改称する。
- 1928年（昭和3年） - 校舎を増築する。
- 1941年（昭和16年）4月1日 - 上郷村立西部国民学校に改称する。
- 1947年（昭和22年）4月1日 - 上郷村立高嶺小学校に改称する。
- 1961年（昭和36年）4月1日 - 上郷村が町制施行し、上郷町となる。同時に上郷町立高嶺小学校に改称する。
- 1964年（昭和39年）3月1日 - 上郷町が豊田市に編入される。同時に豊田市立高嶺小学校に改称する。新校舎（鉄筋コンクリート造）が完成する。

## 交通アクセス
- 上郷地域バス（にこにこバス）上郷線「高嶺小学校西」バス停より、徒歩約3分。
- 愛知環状鉄道線三河上郷駅下車、徒歩約15分。

## 周辺施設
- 豊田市立上郷中学校
- トヨタ自動車上郷物流センター
- 豊生ブレーキ工業
- キムラユニティー豊田工場